# Fragata Tipo 31
La fragata Tipo 31 o clase Inspiration y General Purpose Frigate (GPF), y anteriormente conocida como fragata Tipo 31e o Fragata de propósito general (GPF), es una clase planificada de fragata destinada a entrar en servicio con la Marina Real británica en la década de 2020 junto con la fragata antisubmarinos Tipo 26. Diseñado por Babcock International, también se comercializa con el nombre Arrowhead 140 y se basa en el casco de las fragatas danesas de la clase Iver Huitfeldt.
Se pretende que la fragata Tipo 31 reemplace a algunas de las fragatas Tipo 23 de propósito general. El Tipo 31 es parte de la "Estrategia Nacional de Construcción Naval" del gobierno británico. La primera unidad será entregada en 2025, de un total de cinco fragatas cuya construcción finalizará en 2028.

## Desarrollo

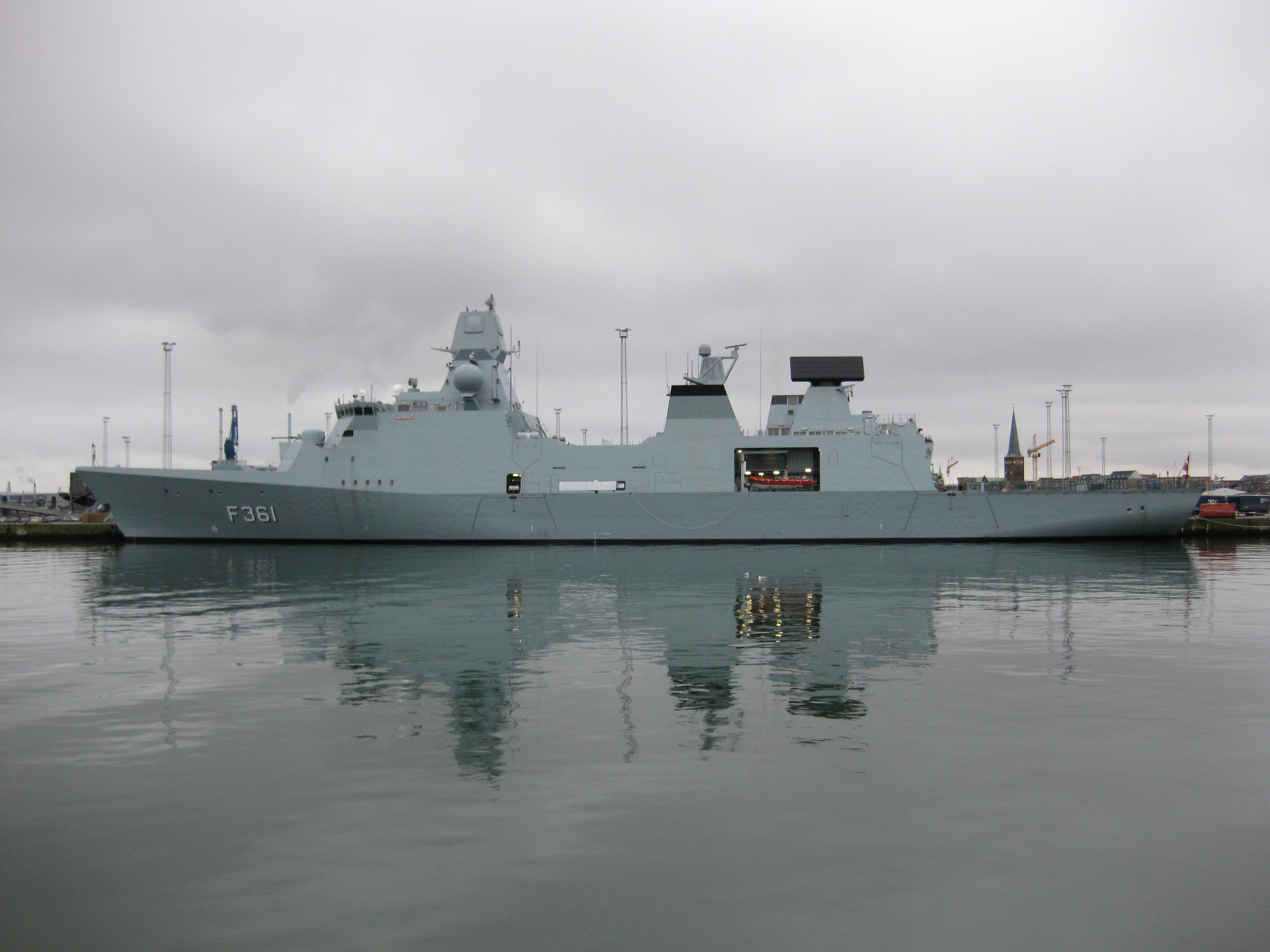
HDMS Iver Huitfeldt (F361), primera fragata de la clase Iver Huitfeldt de Dinamarca.

Su diseño está inspirado en la clase Iver Huitfeldt de Dinamarca y busca reemplazar a la fragata Tipo 23. En 2022 la Royal Navy y la Royal Danish Navy firmaron un acuerdo de cooperación mutua que incluye asesoramiento en el desarrollo de la fragata Tipo 31, además, de ayuda mutua en la industria de defensa.
El astillero encargado de su construcción es Babcock de Escocia.
Tendrá 6000 t de desplazamiento y un armamento compuesto por un cañón Bofors Mk-3 de 57 mm, dos Bofors Mk-4 de 40 mm, misiles Sea Ceptor y botes Pacific 24.
La Revisión de seguridad y defensa estratégica (SDSR) de 2010 autorizó el programa Global Combat Ship (GCS) que reemplazaría a las trece fragatas Tipo 23 de la Royal Navy. A principios de ese año, el Ministerio de Defensa otorgó a BAE Systems un contrato de cuatro años y 127 millones de libras esterlinas para diseñar la nueva clase. Se planeó que se construirían dos variantes de la clase: cinco fragatas de propósito general y ocho fragatas de guerra antisubmarina. Iba a haber poca diferencia entre las dos variantes, a excepción del Sonar 2087. Las expectativas iniciales eran que la construcción comenzaría en 2016 y los barcos reemplazarían gradualmente a las fragatas Tipo 23 a mediados de la década de 2030. En el documento 2015 Defense Review se decidió que solo se ordenarían las ocho fragatas Tipo 26 de guerra antisubmarina y se ordenarían cinco fragatas de propósito general con un diseño completamente diferente para dar al menos 13 fragatas en servicio RN.

### Fragata de propósito general
La fragata de propósito general resultante (GPFF) iba a ser una clase de fragata de propósito general más ligera, flexible y asequible. Según el SDSR de 2015, el menor costo de estas fragatas podría llevar a la Royal Navy a adquirir más de cinco, aumentando así su número total de fragatas y destructores. Durante una conferencia sobre defensa y seguridad en julio de 2016, el Primer Lord del Mar, el almirante Sir Philip Jones, se refirió a la GPFF como la fragata Tipo 31. quien también afirmó que las fragatas Tipo 31 podrían operar permanentemente "Este del canal de Suez"; desde la región del Golfo Pérsico hasta Asia-Pacífico. Durante el mismo mes, BAE Systems reveló dos diseños de fragatas de uso general: la "clase Avenger", que se basó en el " buque patrullero de alta mar clase Amazonas/clase River Batch 2 " y la "clase Cutlass" que se describió como un " derivación significativamente ampliada y mejorada del diseño de corbeta clase Al Shamikh". The Sunday Times declaró que Babcock International y BMT también habían presentado un diseño cada uno.

### Estrategia Nacional de Construcción Naval
En octubre de 2017, el Financial Times declaró que "... los funcionarios del Ministerio de Defensa, el Tesoro y la Royal Navy han resentido durante mucho tiempo la obligación, establecida hace una década, de mantener las habilidades y la capacidad de construcción naval en los astilleros de BAE en el Clyde independientemente de las necesidades navales". Citó a Francis Tusa, un analista de defensa, quien argumentó que la competencia parecía estar diseñada para romper el control de BAE sobre la construcción naval; "Si hubieran hecho una oferta como BAE Systems, no ganarían. Eso es absolutamente obvio. El hecho es que el Tipo 31 está inclinado probablemente para excluir cualquier oferta que incluya a BAE". Sin embargo, esto fue negado por el Ministerio de Defensa, que afirmó que la competencia fue diseñada para mejorar la velocidad de entrega y reducir los costos.
Para mantener la capacidad nacional de construcción naval, la estrategia nacional de construcción naval de 2017 propuso ordenar un lote inicial de cinco fragatas Tipo 31e con una fecha inicial de servicio en 2023, con un costo limitado a un máximo de 250 millones de £ cada una, para ser seguido por un segundo pedido de lote del Tipo 31 para la Royal Navy. Se proyecta que el Tipo 31 se construya en forma modular como con los portaaviones de la clase Queen Elizabeth en varios astilleros comerciales, y se ensamble en un patio central.

### Licitaciones de diseño
A lo largo de 2017, se sugirieron varios diseños de diferentes empresas como candidatos para el Tipo 31. BAE presentó dos diseños, "Avenger", esencialmente un OPV Batch 3 River-class mejorado, y "Cutlass", una derivación significativamente ampliada y mejorada de la corbeta clase Al Shamikh. BMT presentó un diseño llamado "Venator 110", con Steller Systems presentando el proyecto "Spartan"  y Babcock ofreció un diseño llamado "Arrowhead 120".
En octubre de 2017, BAE Systems anunció que se retiraría de la competencia Tipo 31e como contratista principal, citando las limitaciones de capacidad de sus astilleros en Clyde, que estaban llenos con el trabajo en los nuevos patrulleros de la clase River y fragatas Tipo 26. En cambio, BAE anunció una asociación con Cammell Laird, mediante la cual BAE brindaría su experiencia en diseño e integración de sistemas, mientras que Cammell Laird sería el contratista principal y responsable del ensamblaje de los barcos en su astillero en Birkenhead. El diseño planificado se llamó "Leander", una referencia a tres clases anteriores de barcos en la Royal Navy.
En noviembre de 2017, se anunció que BMT y Babcock firmaron un acuerdo de cooperación para el Tipo 31. No eligieron entre sus respectivos diseños "Venator 110" o "Arrowhead 120", sino que exploraron sus diseños para determinar el mejor. opción posible. A fines de mayo de 2018, Babcock, en asociación con BMT y Thales Group, anunció el diseño "Arrowhead 140", basado en el casco de las fragatas danesas de la clase Iver Huitfeldt.
La competencia se suspendió el 20 de julio de 2018 debido a que se recibieron "ofertas insuficientes", sin embargo, The Times afirmó que esto se debió a una "crisis de financiación". La competencia se reinició en agosto de 2018.

### Selección de fase de diseño competitivo

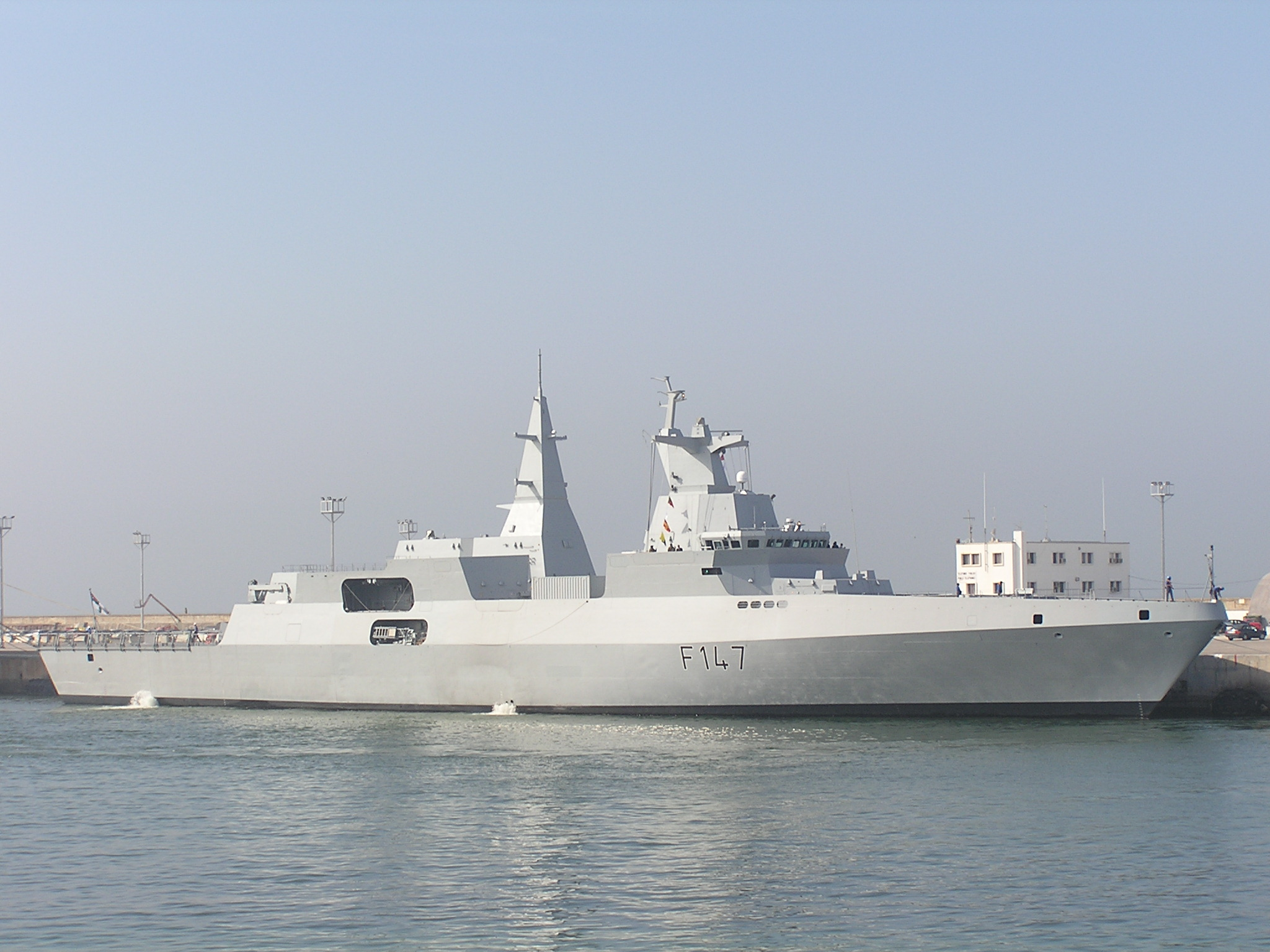
SAS Spioenkop sudafricano, un MEKO A-200 similar al diseño propuesto por Atlas Elektronik

El 10 de diciembre de 2018, se seleccionaron tres grupos para la fase de diseño competitivo:
- BAE Systems/Cammell Laird con su diseño Leander planificado
- Babcock/BMT/Thales con su diseño Arrowhead 140
- Atlas Elektronik UK / ThyssenKrupp Marine Systems , que probablemente se basaría en el diseño MEKO A-200

Tanto los participantes liderados por BAE Systems como por Babcock ya se habían presentado cuando la competencia se suspendió temporalmente. La tercera oferta fue presentada por el equipo liderado por Atlas Elektronik UK. Tanto la propuesta de Babcock como la de Atlas incluían Ferguson Marine en el Clyde y Harland & Wolff en Belfast. En agosto de 2019, ambas empresas anunciaron que se encontraban en dificultades financieras.
El 12 de septiembre de 2019 se anunció que se había seleccionado el diseño Arrowhead 140 para la fragata Tipo 31. Se otorgó formalmente un contrato a Babcock el 15 de noviembre de 2019, por un costo de producción promedio de £ 250 millones por barco y un costo total del programa establecido en 2 mil millones de £ con un valor de 1,25 mil millones de £ para Babcock.
El 20 de enero de 2020, el Secretario Permanente de Defensa informó al Comité de Cuentas Públicas que el primer barco se lanzará en 2023, pero que la fecha de entrada en servicio será en 2027. Esto contrasta con declaraciones anteriores de que el -la fecha de servicio sería en 2023. En septiembre de 2022, John Howie, director de asuntos corporativos de Babcock International, declaró que los cinco barcos serían "entregados" a la Marina para 2028, aunque otras fuentes sugirieron que la fecha real "en servicio" podría ser algo posterior.

## Características
Durante una audiencia del Comité Selecto de Defensa de julio de 2016, el almirante Sir Philip Jones, Primer Lord del Mar, describió al GPFF como "un barco de mucho menos lujo. Todavía es un barco de guerra complejo, y aún puede proteger y defender y ejercer influencia en todo el mundo, pero está formado deliberadamente con lecciones de la industria más amplia y tecnología disponible para hacerlo... más atractivo para operar en un extremo ligeramente inferior de las operaciones de la Royal Navy". IHS Janes la describió como una "fragata creíble" que cubrirá "seguridad marítima, operaciones marítimas contra el terrorismo y la piratería, tareas de escolta y apoyo de fuego naval... [ubicada] entre la capacidad de alto nivel entregada por el Tipo 26 y el Tipo 45, y los resultados orientados a la policía que entregarán las cinco OPV River-class Batch 2".
Un gráfico de septiembre de 2017 publicado por la Royal Navy destacó la adaptabilidad modular y la construcción flexible del diseño para oportunidades de exportación. Los requisitos básicos de la fragata Tipo 31e incluyen un cañón de calibre medio, sistemas de defensa puntual, hangar y una cubierta de vuelo para Wildcat o un helicóptero de diez toneladas operado por una tripulación de alrededor de 100 con espacio para 40 personas más. El gobierno británico publicó una Solicitud de información (RFI) en septiembre de 2017, detallando las características deseadas del Tipo 31e. El RFI proporciona mayores detalles, como un "cañón de calibre medio" de más de 57 mm (2,2 pulgadas), un sistema de misiles antiaéreos de defensa puntual y la capacidad opcional de lanzar y recuperar vehículos aéreos no tripulados. Forces News informó que el diseño contendrá misiles Sea Ceptor , una vigilancia aérea y de superficie avanzada y un radar de indicación de objetivos como el Thales NS100 y podrá operar un AgustaWestland Wildcat HMA2 o un AgustaWestland Merlin HM2. Otras fuentes sugirieron que el barco puede poseer solo una capacidad de defensa aérea limitada, centrada en una batería Sea Ceptor SAM de ocho celdas, pero quizás incorporando misiles de ataque naval antibuque que pueden migrar de las fragatas Tipo 23 que se retiran y ser instalados en el Tipo 31. Cualquiera que sea su armamento de misiles, el 1 de octubre de 2020, BAE Systems anunció que estaba bajo contrato para suministrar cincoCañones de calibre mediano Bofors 57 Mk3 y diez cañones de calibre pequeño Bofors 40 Mk4 a la Royal Navy para las primeras cinco fragatas Tipo 31.
El 2 de noviembre de 2021, el primer Lor del Mar, Tony Radakin, declaró que las fragatas Tipo 31 estarán equipadas con el sistema de lanzamiento vertical Mark 41, pero no con él.

## Exportaciones
El 30 de junio de 2021, se informó que Babcock estaba en conversaciones con Grecia, Indonesia, Polonia y otros dos países sobre posibles contratos para exportar fragatas de Tipo 31.
El 16 de septiembre de 2021, Babcock anunció que había firmado un acuerdo con PT PAL Indonesia que le permitía diseñar dos derivados del Tipo 31 para la Armada de Indonesia.
El 16 de septiembre de 2021, Babcock anunció que había firmado un acuerdo con la PAL Indonesia que le permitía diseñar dos derivados del Tipo 31 para la Armada de Indonesia. La clase se conoce localmente como "Fragata Blanca Roja" (Fregat Merah Putih). El primer corte de acero de la primera fragata Red White se realizó el 9 de diciembre de 2022.
El 4 de marzo de 2022, Babcock anunció que ganó el concurso de fragatas para la Armada de Polonia. La Agencia Polaca de Armamentos seleccionó el Arrowhead 140 (AH140) de Babcock de tres propuestas de diseño de plataforma diferentes proporcionadas por el Consorcio PGZ-MIECZNIK ("Miecznik" en polaco significa "pez espada").

## Unidades
| Unidad                | Puesta de quilla      | Botadura              | Entrada en servicio   | Estado                                                          |                       |                       |                       |                       |
| Armada Real Británica | Armada Real Británica | Armada Real Británica | Armada Real Británica | Armada Real Británica                                           | Armada Real Británica | Armada Real Británica | Armada Real Británica | Armada Real Británica |
| --------------------- | --------------------- | --------------------- | --------------------- | --------------------------------------------------------------- | --------------------- | --------------------- | --------------------- | --------------------- |
| HMS Venturer          | 26 de abril de 2022   |                       | prevista para 2025    | en construcción; primer corte de acero 23 de septiembre de 2021 |                       |                       |                       |                       |
| HMS Active            |                       |                       |                       | en construcción; primer corte de acero 24 de enero de 2023      |                       |                       |                       |                       |
| HMS Bulldog           |                       |                       |                       | en construcción                                                 |                       |                       |                       |                       |
| HMS Formidable        |                       |                       |                       | Ordenado                                                        |                       |                       |                       |                       |
| HMS Campbeltown       |                       |                       |                       | Ordenado                                                        |                       |                       |                       |                       |
| Armada de Indonesia   |                       |                       |                       |                                                                 |                       |                       |                       |                       |
| Sin nombre            |                       |                       |                       | en construcción; primer corte de acero 9 de diciembre de 2022   |                       |                       |                       |                       |
| Sin nombre            |                       |                       |                       | Ordenado                                                        |                       |                       |                       |                       |
| Armada Polaca         |                       |                       |                       |                                                                 |                       |                       |                       |                       |
| Sin nombre            |                       |                       |                       | La construcción está programada para comenzar en agosto de 2023 |                       |                       |                       |                       |
| Sin nombre            |                       |                       |                       | Ordenado                                                        |                       |                       |                       |                       |
| Sin nombre            |                       |                       |                       | Ordenado                                                        |                       |                       |                       |                       |